# Свирь (буксирный пароход)
Свирь — морской буксирный пароход-спасатель российского Добровольного флота, сопровождавший 2-ю Тихоокеанскую эскадру во время Цусимского похода и сражения.

## Технические данные
- Водоизмещение: 611 т
- Длина: 50,3 м
- Ширина 5,2 м
- Осадка 2,7 м
- Тип двигателя: паровая машина тройного расширения
- Мощность: 1500 л. с.
- Скорость: 13,5 уз.

## История
Построен в 1898 году на верфи голландской компании «Smit & Sonn Kindeforijk» под названием «Zwarte Zee». В 1903 году был приобретён германской компанией «Diderichsen» из Киля. В 1904 году приобретён российским Добровольным флотом и под названием «Свирь» передан Морскому ведомству для включения в отряд контр-адмирала Н. И. Небогатова.
Под флагом Добровольного флота и с военной командой в 35 человек пароход соединился с отрядом 7 февраля 1905 года у пролива Большой Бельт. Во время Цусимского похода выполнял функции посыльного судна. Во время Цусимского сражения спасал команды погибших русских кораблей, в том числе офицера, двух кондукторов и 93 нижних чина с вспомогательного крейсера «Урал» и команду буксирного парохода «Русь». После завершения сражения, в котором погиб один член команды, был интернирован в Шанхае.
По завершении войны прибыл во Владивосток. В начале 1906 года был выкуплен у Добровольного флота и включён в состав Сибирской военной флотилии в качестве портового судна. В ноябре 1906 года с 10 солдатами и 2 унтер-офицерами на борту участвовал в неудачной экспедиции против хунхузов около бухты Холувай.
Вооружён четырьмя 75-мм пушками и переименован в канонерскую лодку. В октябре 1922 года под командованием лейтенанта С. В. Курова вышел из Владивостока в Манилу в составе флотилии контр-адмирала Г. К. Старка.
В 1924 году был продан китайской фирме в Гонконге, а затем филиппинскому владельцу, который переименовал судно в «Sugbo». В 1928 году был приобретён американской компанией Hijos de I. de la Rama & Co., Inc. и эксплуатировался в качестве парома под наименованием «Ilo-Ilo». 12 сентября 1938 года во время погрузки нефти на судно возник пожар. После ремонта его вновь вернули в эксплуатацию. В 1939 году было приобретено компанией Moller’s Towage Ltd. в Шанхае и переименовано в «Edith Moller». 3 декабря 1941 года было передано в Министерство военного транспорта, а 8 декабря 1941 года конфисковано Японией и переименовано в «Amoy Maru № 4». 28 сентября 1942 года переименовано в «Tsukumo Maru» и использовалось в качестве учебного судна. В сентябре 1945 года поставлено на консервацию в Куре. В ноябре 1945 года было отремонтировано и передано англичанам. В апреле 1947 года в Гонконге было вновь возвращён компании Moller’s Towage Ltd., которая в октябре того же года продала его гонконгской фирме S. S. Lee & Co., которая 17 октября переименовала его в «Yue Kwok».

## Командный состав на момент Цусимского сражения
- Командир: прапорщик по морской части Розенфельд
- Помощник командира: прапорщик по морской части Антон Станиславович Кашкель (Антанас Кашкялис)